# گمینا سپیتکوویتسه (شهرستان نووی تارگ)
گمینا سپیتکوویتسه (به لهستانی:  Gmina Spytkowice) یک گمینا در لهستان است که در شهرستان نووی تارگ واقع شده‌است. گمینا سپیتکوویتسه ۳۲٫۱۹ کیلومتر مربع مساحت و ۳٬۹۷۹ نفر جمعیت دارد.